# ユーミンのSUPER WOMAN
ユーミンのSUPER WOMAN（ -スーパーウーマン）は、NHK教育テレビジョン（Eテレ）で2012年7月から9月まで放送された教養番組・トーク番組である。

## 概要
シンガーソングライターの松任谷由実が、テレビのインタビュー番組の初ホステスを務める。毎回、各界で活躍する女性を迎え、ゲストの興味を抱く様々な事柄について、松任谷と共にロケーションをしながら見つけ出す。

## 放送日時
- 初回：金曜日 23:00 - 23:30
- 再放送：水曜日深夜 24:30 - 25:00（木曜日 0:30 - 1:00）

## 放送内容
| 回 | 初放送日      | ゲスト     | テーマ                         |
| -- | ------------- | ---------- | ------------------------------ |
| 1  | 2012年7月6日  | -          | スペシャルプロローグ           |
| 2  | 2012年7月13日 | 森本千絵   | 森本千絵と行く高野山           |
| 3  | 2012年7月20日 | 森本千絵   | 森本千絵と行く高野山           |
| 4  | 2012年7月27日 | 鶴岡真弓   | 鶴岡真弓と行くアイルランド     |
| 5  | 2012年8月3日  | 鶴岡真弓   | 鶴岡真弓と行くアイルランド     |
| 6  | 2012年8月10日 | 長谷川祐子 | 長谷川祐子と行く瀬戸内         |
| 7  | 2012年8月17日 | 長谷川祐子 | 長谷川祐子と行く瀬戸内         |
| 8  | 2012年8月24日 | 軍地彩弓   | 軍地彩弓と行くファッションの旅 |
| 9  | 2012年9月7日  | 軍地彩弓   | 軍地彩弓と行く沖縄・久高島     |
| 10 | 2012年9月14日 | 中村うさぎ | 中村うさぎと行く夜のTokyo      |
| 11 | 2012年9月21日 | 草間彌生   | 草間彌生をたずねる旅           |
| 12 | 2012年9月28日 | -          | 総集編                         |

## テーマ曲
- 松任谷由実「MODÈLE」（ユニバーサルミュージック）
番組放送中は「MODEL」としたが、アルバム収録にあたりフランス語へ改められた。